# Relusion
Relusion – album studyjny krakowskiego zespołu Hipgnosis z 2011.
Album był inspirowany książką Richarda Dawkinsa „Bóg urojony”. Oprawę graficzną stanowią obrazy z gatunku realizmu magicznego Tomasza Sętowskiego: „Dwa Światy” i „Komnata Tajemnic”.
W recenzjach muzykę sytuowano w gatunkach takich jak space rock, krautrock, rock progresywny i ambient, porównując do Pink Floyd, Jean-Michel Jarre’a, Kraftwerk, Tangerine Dream czy Ulvera. 

Nie przyjmuj niczego bezkrytycznie i bezmyślnie, nawet tego, co słyszysz ode mnie. Kieruj się rozumem i nie przyjmuj prostych gotowców. Myl się i błąkaj, ale idź własną drogą. Ciesz się Życiem i nie krzywdź innych – ani ludzi, ani pozostałych stworzeń. Ono jest jedno i trwa tylko moment, więc szkoda go marnotrawić. Z tego też powodu jest szczególną i najwyższą wartością. I myśl.

W podsumowaniu roku 2011 audycji Noc Muzycznych Pejzaży płyta znalazła się na 5. miejscu.
W 2012 płyta została ponownie wydana w wersji winylowej w ramach boksu „Ressurection Stone”.

## Lista utworów
1. „Cold” – 19:04
2. „Cult of Cargo” – 10:05
3. „Dr What” – 6:24
4. „The Garden” – 5:08
5. „Relusion” – 8:57
6. „Large Hadron Collider” – 22:20

Źródło.

## Muzycy
- SsaweQ – perkusja
- KUL – wokal prowadzący
- PiTu – bas, wokal
- THuG – pianino, keyboard
- Ijon – keyboard
- Prince Olo – gitara
- Marcin Kruczek (Nemezis) – gościnnie 1. solo gitarowe w „Relusion” i „Large Hadron Collider”

Źródło.